# 克拉斯諾達爾斯基
48°17′45″N 39°57′56″E / 48.29583°N 39.96556°E
克拉斯諾達爾斯基（俄語：Краснодарский）是位於烏克蘭東部盧甘斯克州多夫然斯克區索羅基內市鎮的鎮。該鎮距離克拉斯諾頓12公里，面積0.27平方公里，海拔高度49米，2011年人口344，人口密度每平方公里1,274.07人。
2024年9月19日，乌克兰最高拉达将此镇改名为普里科尔东内（烏克蘭語：Прикордонне）。